# Henri Poincaré (1929)
Henri Poincaré (Q140) – francuski oceaniczny okręt podwodny z okresu międzywojennego i II wojny światowej, jedna z 31 jednostek typu Redoutable. Okręt został zwodowany 10 kwietnia 1929 roku w stoczni Arsenal de Lorient w Lorient, a do służby w Marine nationale wszedł w grudniu 1931 roku. Jednostka pełniła służbę na Atlantyku i Morzu Śródziemnym, a od zawarcia zawieszenia broni między Francją a Niemcami znajdowała się pod kontrolą rządu Vichy. 27 listopada 1942 roku „Henri Poincaré” został samozatopiony w Tulonie. Podniesiony przez Włochów okręt otrzymał oznaczenie FR 118, a po zawarciu przez Włochy zawieszenia broni z aliantami został 9 września 1943 roku przejęty przez Niemców. Jednostka została ponownie zatopiona przez alianckie samoloty 9 września 1944 roku.

## Projekt i budowa
„Henri Poincaré” zamówiony został na podstawie programu rozbudowy floty francuskiej z 1925 roku. Projekt (o sygnaturze M6 ) był ulepszeniem pierwszych powojennych francuskich oceanicznych okrętów podwodnych – typu Requin. Poprawie uległa krytykowana w poprzednim typie zbyt mała prędkość osiągana na powierzchni oraz manewrowość. Posiadał duży zasięg i silne uzbrojenie; wadą była ciasnota wnętrza, która powodowała trudności w dostępie do zapasów prowiantu i amunicji. Konstruktorem okrętu był inż. Jean-Jacques Roquebert.
„Henri Poincaré” zbudowany został w stoczni Arsenal de Lorient. Stępkę okrętu położono w 1925 roku, został zwodowany 10 kwietnia 1929 roku, a do służby w Marine nationale przyjęto go w grudniu 1931 roku . Jednostka otrzymała numer burtowy Q140 .

## Dane taktyczno–techniczne
„Henri Poincaré” był dużym, oceanicznym okrętem podwodnym o konstrukcji dwukadłubowej. Długość całkowita wynosiła 92,3 metra (92 metry między pionami), szerokość 8,2 metra i zanurzenie 4,7 metra. Wyporność standardowa w położeniu nawodnym wynosiła 1384 tony (normalna 1570 ton), a w zanurzeniu 2084 tony. Okręt napędzany był na powierzchni przez dwa silniki wysokoprężne Sulzer o łącznej mocy 6000 KM. Napęd podwodny zapewniały dwa silniki elektryczne o łącznej mocy 2000 KM. Dwuśrubowy układ napędowy pozwalał osiągnąć prędkość 17 węzłów na powierzchni i 10 węzłów w zanurzeniu. Zasięg wynosił 10 000 Mm przy prędkości 10 węzłów w położeniu nawodnym (lub 4000 Mm przy prędkości 17 węzłów) oraz 100 Mm przy prędkości 5 węzłów pod wodą. Zbiorniki paliwa mieściły 95 ton oleju napędowego . Dopuszczalna głębokość zanurzenia wynosiła 80 metrów, a czas zanurzenia 45-50 sekund. Autonomiczność okrętu wynosiła 30 dób .
Okręt wyposażony był w siedem wyrzutni torped kalibru 550 mm: cztery na dziobie i jeden potrójny zewnętrzny aparat torpedowy. Prócz tego za kioskiem znajdował się jeden podwójny dwukalibrowy (550 lub 400 mm) aparat torpedowy . Na pokładzie było miejsce na 13 torped, w tym 11 kalibru 550 mm i dwie kalibru 400 mm . Uzbrojenie artyleryjskie stanowiło działo pokładowe kalibru 100 mm M1925 L/45 oraz zdwojone stanowisko wielkokalibrowych karabinów maszynowych Hotchkiss kalibru 13,2 mm L/76 .
Załoga okrętu składała się z 4 oficerów oraz 57 podoficerów i marynarzy.

## Służba
W momencie wybuchu II wojny światowej okręt pełnił służbę na Atlantyku, wchodząc w skład 4. dywizjonu okrętów podwodnych w Casablance . Dowódcą jednostki był w tym okresie kpt. mar. A.F.C. Parent . Na przełomie września i 12 października 1939 roku „Henri Poincaré” patrolował obszar wokół Wysp Kanaryjskich . W czerwcu 1940 roku okręt znajdował się w Bizercie, a jego dowódcą był nadal kpt. mar. A.F.C. Parent . Po zawarciu zawieszenia broni między Francją a Niemcami okręt znalazł się pod kontrolą rządu Vichy (rozbrojony w Tulonie) . 10 kwietnia 1941 roku „Henri Poincaré” opuścił Tulon i w towarzystwie bliźniaczych jednostek „Fresnel” i „Actéon” pokonał Cieśninę Gibraltarską i dotarł 16 kwietnia do Casablanki . 27 listopada 1942 roku, podczas ataku Niemców na Tulon, jednostka została samozatopiona. Okręt został później podniesiony przez Włochów i przeholowany do Genui, gdzie otrzymał oznaczenie FR 118 . Po zawarciu przez Włochy zawieszenia broni z aliantami naprawiana jednostka została 9 września 1943 roku przejęta przez Niemców . Okręt został ponownie zatopiony przez alianckie samoloty dokładnie rok później – 9 września 1944 roku  .